# Nkoteng
Nkoteng ist eine Gemeinde in Kamerun (Region Centre, Département Haute-Sanaga). Sie liegt an der Fernstraße N1. Etwa fünf Kilometer nördlich des Hauptorts verläuft der Fluss Sanaga.